# National Anthropological Archives

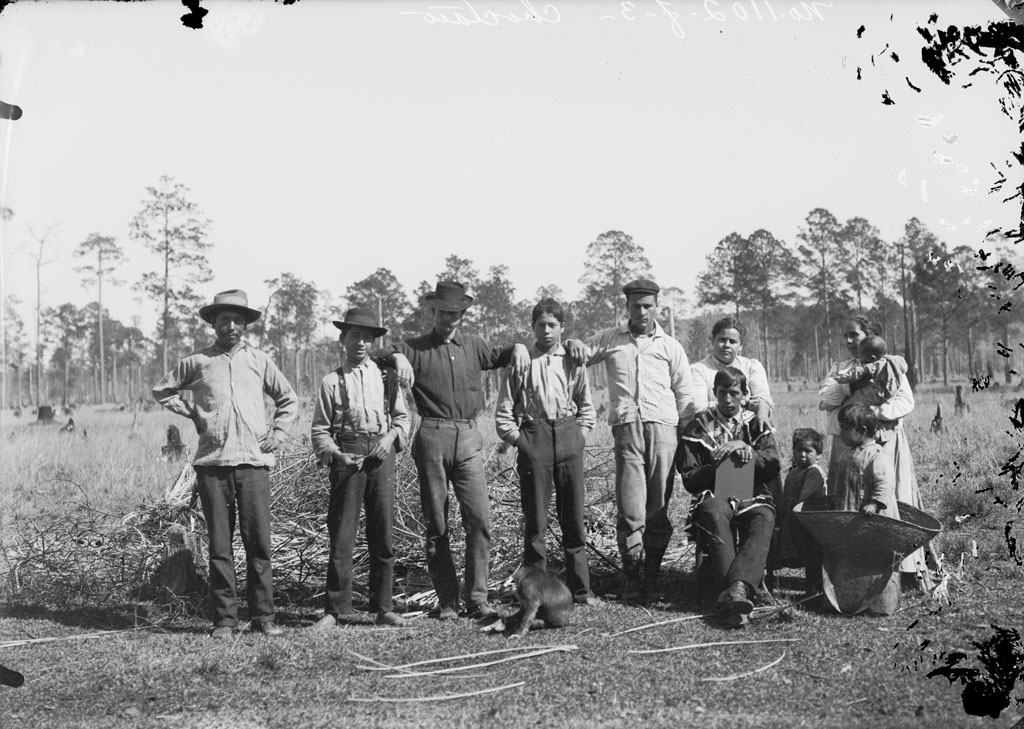
Grup d'onze de peu prop de la praderia, Choctaw, 1909, dels National Anthropological Archives

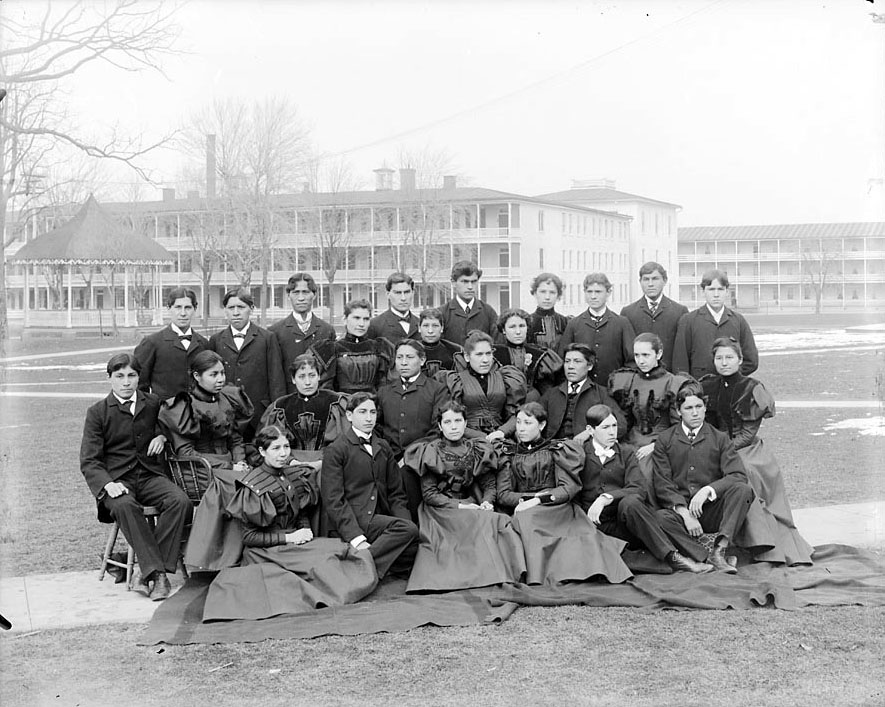
Grup de nadius americans de l'Escola Industrial Carlisle, 1879, del National Anthropological Archives

Els National Anthropological Archives és una col·lecció de documents històrics i contemporanis mantinguda per la Smithsonian Institution, que documenten la història de l'antropologia i dels pobles i cultures del món. Es troba al Smithsonian Museum Support Center de Suitland (Maryland) i és part del Departament d'Antropologia del Museu Nacional d'Història Natural.

## Història
El National Anthropological Archives (NAA) és el successor dels arxius de la Bureau of American Ethnology (BAE), que fou fundada en 1879 per John Wesley Powell. En 1968 fou establert el NAA incorporant les col·leccions de la BAE, centrades en els amerindis dels Estats Units, així com els treballs dels conservadors al Museu Nacional d'Història Natural del Departament d'Antropologia, que dirigeix la investigació arreu del món.

## Col·leccions
El NAA és l'únic dipòsit d'arxius als Estats Units dedicat exclusivament a la preservació de notes de camp etnogràfiques, arqueològiques i lingüístiques, dades d'antropologia física, fotografies, enregistraments sonors i altres mitjans de comunicació creats pels antropòlegs nord-americans. La col·lecció inclou documents com ara notes de camp, diaris, manuscrits, correspondència, fotografies, mapes i enregistraments sonors, tots compilats per destacats investigadors del Smithsonian i altres institucions de recerca. Abasta més de 150 anys d'història dels Estats Units i història del món. Els materials conservats als arxius inclouen prop de 635.000 fotografies, 20.000 obres d'art indígena i 11.400 enregistraments de so.
En 2010 el NAA va rebre una subvenció de Save America's Treasures per a preservar manuscrits relacionats amb llengües amenaçades. Aquests manuscrits inclouen vocabularis, narracions, i altres texts representant apriximadament 250 llengües ameríndies. Moltes fotografies i pàgines de manuscrits de les col·leccions del NAA, incloent 8.200 pàgines de material lingüístic cherokee, han estat escanejats i estan disponibles en línia per a la investigació a través de SIRIS, el catàleg en línia de la Smithsonian.